# Burg Wittenspurg
Die Burg Wittenspurg ist eine abgegangene Höhenburg  650 Meter nordnordöstlich der Kirche von Bohlingen, einem heutigen Stadtteil von Singen im Landkreis Konstanz in Baden-Württemberg.
Vermutlich wurde die erst 1495 erwähnte Burg im 12. oder 13. Jahrhundert von den im 12. Jahrhundert als bischöfliche Ministeriale genannten Herren von Bohlingen (13. Jahrhundert Franken von Bohlingen) erbaut.
Von der ehemaligen Burganlage ist nichts erhalten. Die Burganlage befand sich auf dem bohlinger Galgenberg über dem Dorf. 